# Banksia epica
Banksia epica é um arbusto que cresce na costa sul da Austrália Ocidental. Possui forma de cunha com folhas serrilhadas e flores grandes de pico amarelo-creme, mede até 3 metros e meio de altura. A mais recente espécie de Banksia provavelmente foi vista por Eward John Eyre, mas não foi recolhida até 1973;  só foi reconhecida como uma distinta espécie em 1988. Há pouca pesquisa sobre essa espécie, limitando-se o conhecimento de sua ecologia e potencial de cultivo.

## Descrição
As B. epica crescem como um arbusto espesso espalhando-se com muitos ramos de 30 cm à 3 metros de altura. Possui uma casca fissurada acizentada, folhas em forma de cunha verdes-escuro que medem 1,5 cm à 5 cm de comprimento e 6–15 mm de espessura, com margens serrilhadas e suas flores são fortemente perfumadas.